# Downs

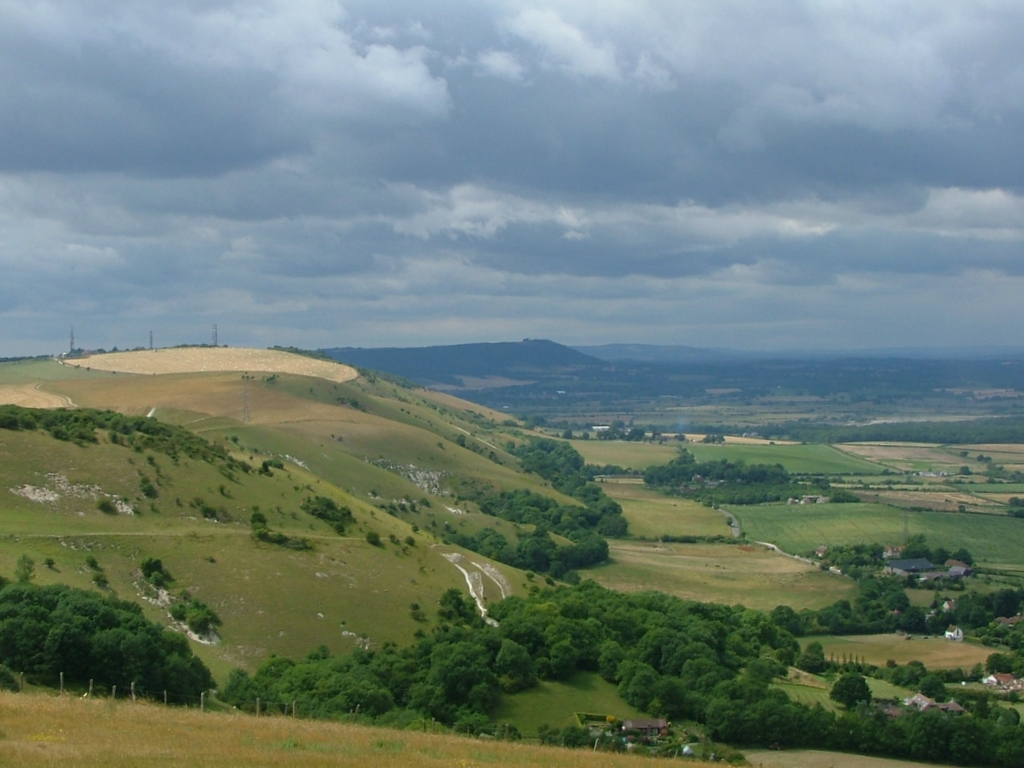
South Downs, Sussex

Downs (mittelenglisch doun, altenglisch dūn für Hügel) sind höhergelegene Bereiche, die sich aufgrund der zumeist trockenen Böden nur durch eine geringe oder völlig fehlende Bewaldung auszeichnen. Stattdessen sind Gras- und Heidelandschaften mit extensiver Weidehaltung, vor allem mit Schafen anzutreffen. Insbesondere, aber nicht ausschließlich, werden als Downs die Höhenzüge der südenglischen Kreideformationen  benannt. Der zugehörige Landschaftstyp wird als Downland bezeichnet. Etymologisch ist der Begriff mit dem deutschen Wort Düne verwandt.